# Jaime Rodríguez Calderón
Jaime Heliodoro Rodríguez Calderón (Galeana, Nuevo León; 28 de diciembre de 1957), también conocido por su apodo el Bronco, es un político mexicano. Se desempeñó como gobernador de Nuevo León de 2015 a 2021, con licencia en el cargo de enero a julio de 2018 para participar como candidato independiente a la presidencia de México en las elecciones federales de 2018. Es el primer gobernador independiente en México desde su prohibición en 1946.
También fue diputado plurinominal del Congreso de la Unión en representación del Partido Revolucionario Institucional (PRI) en la LV legislatura de 1991 a 1994, diputado local del Congreso del Estado de Nuevo León por el décimo distrito de 1997 a 2000 y presidente municipal de García, Nuevo León, de 2009 a 2012. En 2022, Rodríguez Calderón estuvo detenido en una cárcel ubicada en Apodaca por una denuncia relacionada al caso «broncofirmas».

## Primeros años
Jaime Heliodoro Rodríguez Calderón nació el 28 de diciembre de 1957 en la localidad de Ejido Pablillo, dentro del municipio de Galeana, Nuevo León. Fue el cuarto de los diez hijos de los agricultores Rodulfo Rodríguez y Basilisa Calderón. Estudió la primaria en la Escuela Escuadrón 201 de Ejido Pablillo, la secundaria en la Escuela Miguel Hidalgo de la ciudad de Galeana y el bachiller en la Preparatoria 4 de la Universidad Autónoma de Nuevo León (UANL). Estudió en la UANL la carrera de ingeniero agrónomo fitotecnista, graduándose en 1982.
Mientras estudiaba en la universidad, fue líder de un movimiento estudiantil que se manifestó en contra del aumento al costo del transporte público. El movimiento consiguió la creación de un subsidio especial en el transporte para los estudiantes por parte del gobernador Alfonso Martínez Domínguez. Después de este acontecimiento, Rodríguez Calderón se convirtió en aprendiz del gobernador.

## Carrera política
Se afilió al Partido Revolucionario Institucional (PRI) en 1980. Durante la gubernatura de Jorge Treviño Martínez en Nuevo León, de 1985 a 1991, Rodríguez Calderón fue jefe del programa forestal del estado. En 1990 fue nombrado secretario de la división de Acción Juvenil de la Confederación Nacional Campesina (CNC).
Fue nombrado diputado federal del Congreso de la Unión por la vía plurinominal en representación del PRI en la LV legislatura del 1 de septiembre de 1991 al 31 de agosto de 1994. Fue diputado local del Congreso del Estado de Nuevo León por el PRI en representación del décimo distrito del 1 de noviembre de 1997 al 31 de octubre de 2000. En las elecciones estatales de Nuevo León de 2000, Rodríguez Calderón fue candidato del PRI a la presidencia municipal de Guadalupe, siendo vencido por Pedro Garza Treviño, candidato del Partido Acción Nacional (PAN).

### Presidente municipal de García
Fue candidato del Partido Revolucionario Institucional a la presidencia municipal de García, Nuevo León en las elecciones estatales de 2009, resultando electo con 46.2% de los votos a su favor, superando al candidato del PAN que obtuvo el segundo lugar con el apoyo de 35.5% de los sufragios. «El Bronco» gobernó el municipio del 1 de noviembre de 2009 al 31 de octubre de 2012.
Cuatro días después de asumir el cargo, el 4 de noviembre de 2009, fue asesinado su secretario de seguridad pública, Juan Arturo Esparza García, y sus escoltas a manos de un grupo armado. En respuesta Rodríguez Calderón decidió depurar a la policía municipal ante las sospechas de que algunos de sus integrantes eran cómplices del homicidio.

### Intentos de asesinato
El 25 de febrero de 2011 al mediodía, Jaime Rodríguez Calderón salió ileso de un intento de asesinato por parte de cinco sicarios que dispararon en contra de su vehículo, resultando en la muerte de tres de los agresores a manos de los escoltas del presidente municipal y la captura de los otros dos tras haber sido heridos. Entre los agresores estaban tres expolicias municipales.
Un mes después, el 29 de marzo, ocurre un segundo ataque en contra de Rodríguez Calderón, perpetrado por cerca de cuarenta sicarios en varios vehículos en contra del auto en que se transportaba el presidente municipal. El incidente concluyó con la muerte de uno de sus escoltas y cuatro más heridos, mientras que Rodríguez Calderón salió ileso. «El Bronco» acusó que ambos atentados habían sido planeados por el Cártel de Los Zetas y por policías municipales despedidos por haber fallado los controles de confianza, siendo una represalia por la política de seguridad implementada durante su administración.

### Candidato independiente al gobierno de Nuevo León

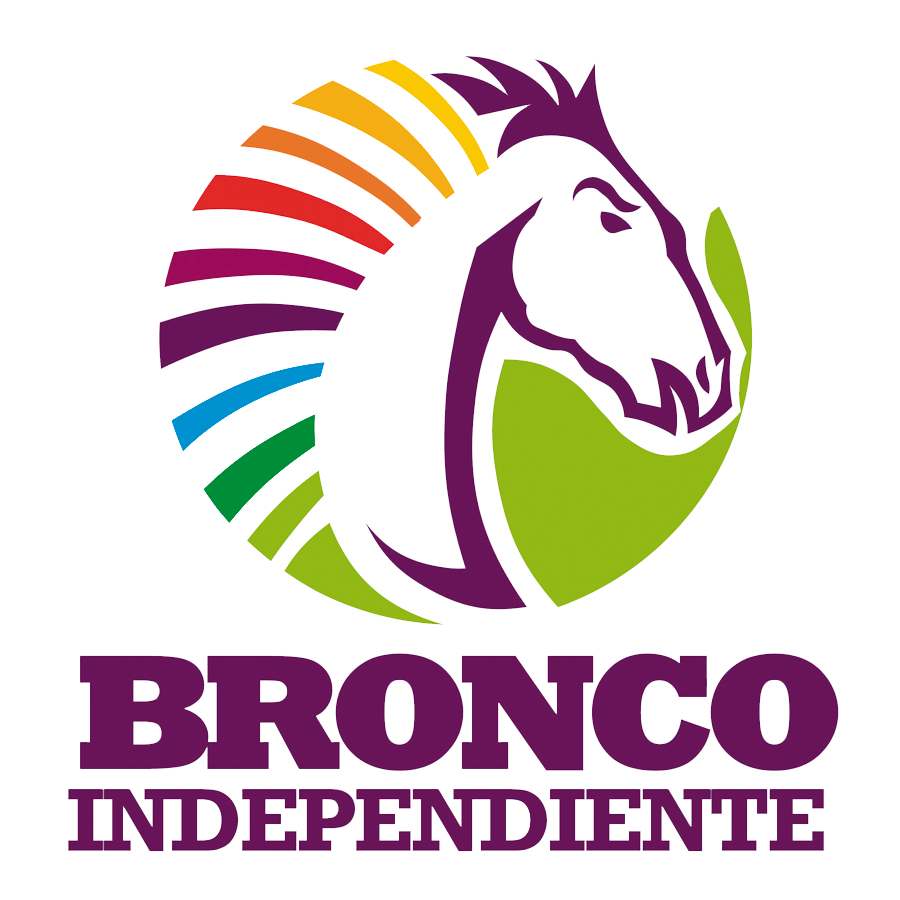
Emblema del «Bronco» como candidato independiente al gobierno de Nuevo León.

Jaime Rodríguez renunció a su militancia en el Partido Revolucionario Institucional (PRI) el 14 de septiembre de 2014, con la intención de competir como candidato independiente a la gubernatura del estado de Nuevo León. Registró formalmente su aspiración ante la Comisión Estatal Electoral el 3 de diciembre de 2014. Para obtener el derecho a participar en las elecciones debió demostrar el apoyo de al menos el 3% del padrón electoral del estado, equivalentes a 103 mil firmas. Al terminar el periodo de recolección de firmas obtuvo 334 mil apoyos, que componen el 9.7% del padrón electoral del estado.
El 7 de junio de 2015 se realizaron las elecciones estatales de Nuevo León para el cargo de gobernador del estado. Jaime Rodríguez Calderón ganó el cargo con 1 020 552 votos, equivalentes al 48.8% de los sufragios emitidos, el segundo lugar lo ocupó Ivonne Álvarez del PRI con 23.9% de votos y en tercer lugar Felipe de Jesús Cantú Rodríguez del PAN con 22.3%. Rodríguez Calderón fue la primera persona en convertirse en gobernador de un estado de México mediante una candidatura independiente.

### Gobernador de Nuevo León
Asumió el cargo de gobernador del Estado de Nuevo León el 4 de octubre de 2015. Durante sus primeros dos años de gobierno la tasa de homicidios dolosos incrementó de 6.78 a 8.38 por cada 100 mil habitantes y la de secuestros incrementó de 0.33 a 0.48 por cada 100 mil habitantes.
Durante su administración se han presentado diversos motines en los penales del estado. El 11 de febrero de 2016 ocurrió un enfrentamiento entre grupos del Cártel de Los Zetas en el penal del Topo Chico, resultando en la muerte de 49 internos, la mayor cantidad de fallecidos en un motín de una prisión mexicana. El 2 de junio ocurrió un nuevo enfrentamiento en el mismo centro penitenciario, entre integrantes del Cártel de Los Zetas y el Cártel del Golfo y en el mes de octubre se presentó un tercer motín en Topo Chico. En consecuencia, el 29 de noviembre la Comisión Nacional de los Derechos Humanos (CNDH) emitió una recomendación al gobierno de Nuevo León criticando las deficiencias del penal «entre las que destacan el autogobierno, privilegios, objetos y sustancias prohibidas, situaciones relacionadas con el insuficiente personal técnico y de seguridad y custodia, de hacinamiento, la sobrepoblación, la deficiente o nula clasificación de los internos y las condiciones inadecuadas para los hijos de las internas, la ausencia de protocolos para la prevención, manejo y control de riñas, motines y otros hechos violentos».
De acuerdo con un estudio realizado por el periódico El Financiero, al concluir el primer año de gobierno de Rodríguez Calderón los habitantes de Nuevo León evaluaron su gestión con una calificación reprobatoria de 5.6 sobre 10, y al concluir su segundo año de mandato, en septiembre de 2017, su evaluación bajó a 5.3 sobre 10. Las principales críticas a su administración fueron la inseguridad con 44% y las promesas incumplidas con 39%, mientras que la acción mejor considerada fue la reestructuración de las finanzas, con el apoyo del 12%.

### Licencia
El 22 de diciembre de 2017, el Congreso del Estado de Nuevo León le concedió a Rodríguez Calderón la licencia de su cargo de gobernador del estado durante seis meses, efectiva a partir del 1 de enero de 2018, para dedicarse a la recolección de apoyos para su aspiración a la candidatura presidencial. Como gobernador interino fue nombrado Manuel Florentino González Flores. Rodríguez Calderón tuvo la posibilidad de volver a ser gobernador de Nuevo León tras finalizar su periodo de licencia el 1 de julio de 2018, independientemente de los resultados de las elecciones presidenciales.

## Candidato independiente a la presidencia de México

Emblema del «Bronco» como candidato independiente a la presidencia de México.

El 7 de octubre de 2017, Jaime Rodríguez Calderón registró ante el Instituto Nacional Electoral (INE) su aspiración a ser candidato independiente a la presidencia de México en las elecciones federales de 2018. Para cumplir este objetivo debió recabar 866 593 firmas de apoyo ciudadano —denominadas «broncofirmas»— equivalentes al 1 % del padrón electoral y mantener este porcentaje en por lo menos 17 entidades federativas. Tras pedir licencia de su cargo de gobernador de Nuevo León, Rodríguez Calderón logró presentar las firmas necesarias para obtener la candidatura presidencial independiente el 17 de enero de 2018, siendo el primer aspirante en conseguir los apoyos requeridos. El 15 de marzo de 2018, el INE declaró que de las 2 034 403 firmas presentadas, 266 357 estaban duplicadas, 508 453 tenían inconsistencias, 158 532 estaban simuladas, 205 721 eran fotocopias, entre otras irregularidades, validando solo 849 937 de las firmas, quedando debajo del margen solicitado, por lo que no fue aceptado su registro. Siguiendo los procedimientos electorales, su abogado Javier Náñez Pro presentó ante el Tribunal Electoral del Poder Judicial de la Federación (TEPJF) tres recurso de inconformidad. El primero, solicitando una prórroga, fue rechazado. El 9 de abril el TEPJF realizó un sesión pública donde debatieron una queja y dieron por cuatro votos a favor con tres en contra el aval para que Rodríguez pueda aparecer en la boleta electoral.
Rodríguez volvió a su cargo tras finalizar las elecciones en último lugar de votos obtenidos.

## Controversias

### Debate presidencial
Durante el primer debate en el marco de su candidatura independiente en las elecciones federales de 2018, Rodríguez Calderón fue objeto de controversia al incluir en una de sus propuestas si resultaba ganador, el presentar una iniciativa al congreso para amputar ("mochar") las manos como forma de sanción a delitos como los robos.

- Jaime Rodríguez: Tenemos que mocharle la mano al que robe, así de simple. Yo presentaré una iniciativa al Congreso, a ver si los diputados de ellos se atreven a aprobarla. Necesitamos mocharle la mano al que robe en el servicio público, eso no es malo. Países que han salido de esa corrupción lo han hecho. La única forma de lograrlo es poniendo ejemplos. Yo creo que esto es una parte importante; tenemos que ir más allá de lo que ya hicimos.

- Azucena Uresti: ¿No habla literalmente o sí, candidato?, 

- Jaime Rodríguez: Sí, claro.

- Azucena Uresti: ¿Mocharle la mano, literalmente?

- Jaime Rodríguez: Literalmente.

- Azucena Uresti: A ver, explíqueme, por favor.

- Jaime Rodríguez: Que el que robe hay que mocharle la mano, hay que presentar una iniciativa para que los diputados aprueben esta sanción.

- Azucena Uresti:¿Cortarle la mano a los delincuentes?

- Jaime Rodríguez: Claro.

- Azucena Uresti: ¿Eso es lo que usted va a proponer en el Congreso?

- Jaime Rodríguez: Así es.

### Casobroncofirmas
Rodríguez Calderón realizó un proceso de recolección de firmas para obtener la candidatura a la presidencia, mismo que fue denominado "broncofirmas". Medios de comunicación como Buzzfeed, El Norte y Reporte Índigo y actores políticos comenzaron la documentación y denuncia pública de irregularidades en el proceso, como la utilización de servidores públicos del Gobierno del Estado de Nuevo León para obtener las firmas, triangulación de recursos privados hacia la campaña y pagos ilegales a auxiliares, cuestiones que son ilegales según las leyes electorales vigentes. Los entonces senador Samuel García y diputada Mariela Saldívar Villalobos Rodríguez presentaron el 31 de enero de 2018 ante la Junta Local del INE una queja por los hechos. Rodríguez negó públicamente la acusación, diciendo que él solamente recolectó "16 firmas" y que el proceso lo realizaron otras personas.
Rodríguez participó en la contienda electoral gracias a la resolución del TEPJF. El  21 de junio de 2018 el organismo acreditó las irregularidades y dictó sentencia, comunicándosela al Congreso del Estado de Nuevo León y al Gobierno del Estado de Nuevo León para tomar las medidas de sanción conducentes. Una sala superior del mismo tribunal ratificó la sentencia en junio de 2020. La discusión en torno a iniciar un proceso de destitución de su cargo como gobernador se realizó en el Congreso de Nuevo León el 13 de junio de 2020, no alcanzó los votos correspondientes.
La Suprema Corte de Justicia de la Nación determinó como inconstitucional el proceso realizado por el congreso local, al considerar que un probable juicio político debería ser determinado por el Congreso de la Unión mexicano y no por dicha cámara. Un total de 165 funcionarios fueron exonerados de responsabilidades en 2019 por la contraloría del gobierno del estado. En 2020 11 servidores públicos fueron cesados de sus cargos derivados del caso.
El 23 de octubre de 2019 Samuel García presentó denuncias penales ante la Fiscalía Anticorrupción de la Fiscalía General de la República una denuncia por presuntos delitos cometidos por el exgobernador como lavado de dinero, peculado, cohecho y uso ilícito de facultades. Ante estas acusaciones, en la toma de protesta de Luis Donaldo Colosio Riojas en septiembre de 2021 como presidente municipal de Monterrey, Rodríguez bromeó «no me vayan a andar buscando, yo solito, me entrego, ríndete Juan Menchaca».
El 15 de marzo de 2022 El Bronco fue detenido por elementos de la Agencia Estatal de Investigación acusado de presunto desvío de recursos mientras salía de un rancho. Fue llevado a un penal ubicado en Apodaca, donde quedó a disposición de un juez de control. Ante el hecho la defensa legal de Rodríguez indicó que la prisión preventiva era injustificada y su cliente debía llevar el proceso en libertad. Diversas fotos de la detención del exgobernador fueron hechas públicas, a lo que el presidente Andrés Manuel López Obrador reaccionó desfavorablemente. En una audiencia privada acompañado de sus abogados llevada a cabo el 17 de marzo, un juez determinó que permanecerá en prisión preventiva.
El 25 de octubre de 2022, el propio Jaime Rodríguez anunció que fue absuelto del delito electoral.

## Vida personal
Jaime Rodríguez Calderón ha tenido seis hijos y se ha casado tres veces. Su primera esposa fue María Eugenia Gutiérrez, con quien tuvo dos hijos: Zoraida Rodríguez Gutiérrez y Jaime Lizenco Rodríguez Gutiérrez, quien falleció en octubre de 2009. Oficialmente su muerte fue declarada como un accidente vehicular, sin embargo, «El Bronco» ha insistido en que su hijo murió «al ser perseguido por el crimen organizado». Su segundo matrimonio fue con Silvia Mireya González, con quien tuvo a su hija Jimena Rodríguez González. Su tercer matrimonio fue celebrado el 25 de enero de 2006 con Adalina Dávalos Martínez, con quién ha tenido tres hijos: Valentina, Victoria y Emiliano, adicionalmente adoptó a Alejandro, un hijo que tuvo su actual esposa de otra relación.